# Abraham Johannes Zeeman
Pour les articles homonymes, voir Zeeman.
Abraham Johannes Zeeman, né à Amsterdam le 5 septembre 1811 et mort à Anvers le 7 novembre 1876, est un peintre et un dessinateur néerlandais, de l'école hollandaise, établi en 1846 à Anvers et connu pour ses portraits et ses scènes de genre. 

## Biographie
Abraham Johannes Zeeman, fils de Thomas Jacob Zeeman et de Sophie van't Zandt, est né à Amsterdam en 1811. Considéré comme un peintre de l'école hollandaise, il se forme à la peinture aux Pays-Bas auprès de Cornelis Kruseman à La Haye et, après son installation en Belgique, auprès de Joseph Paelinck et Nicaise De Keyser. Il expose au Salon de Bruxelles de 1830, une Tête d'étude. Durant les années 1837 à 1847, il expose ses œuvres à La Haye, Nimègue, Amsterdam et Rotterdam. Abraham Zeeman s'établit ensuite à Anvers.
Époux d'Adrienne Marie Joséphine Hase, il meurt, à l'âge de 65 ans, le 7 novembre 1876, dans sa demeure à Anvers.

## Œuvres
Sélection d'œuvres exposées aux Pays-Bas:
- 1837 : Une paysanne donne un morceau de pain à un mendiant ;
- 1837 : Une auberge avec des chasseurs ;
- 1837 : Un jeune lecteur ;
- 1837 : Un portrait d'homme ;
- 1838 : Vue d'une maison de Schveningen ;
- 1838 : Le retour d'un pêcheur perdu ;
- 1843 : Une fille offrant des rafraîchissements à son père malade ;
- 1844 : Un charlatan ;
- 1844 : Un jeu de dés ;
- 1844 : Un jeu de dames ;
- 1847 : Un chasseur auquel un braconnier vend un lièvre ;
- 1847 : Une grand-mère et ses petits-enfants ;
- 1847 : Un groupe d'enfants jouant devant une ferme.